# بحيرة نيلسون (مقاطعة سان بيرناردينو)
بحيرة نيلسون هي بحيرة جافة في صحراء موهافي في مقاطعة سان بيرناردينو، كاليفورنيا ،الولايات المتحدة الأمريكية، 67 كم (42 ميل) شمال شرق بارستو. البحيرة حوالي 3 كم (1.9 ميل) بنسبة 2 كم (1.2 ميل) في أوسع نقطة.
بحيرة نيلسون تقع على الأراضي الاتحادية داخل حدود محمية فورت ايروين العسكرية، جنوب غرب جبال الجرانيت .

## وصلات خارجية
- U.S. Geological Survey Geographic Names Information System: بحيرة نيلسون (مقاطعة سان بيرناردينو)
- Satellite Photo (Google Maps)

‌